# 巴勃罗·巴里奥斯
巴勃罗·巴里奥斯·里瓦斯（西班牙語：Pablo Barrios Rivas，2003年6月15日—），西班牙男子足球运动员，场上位置是中场。他曾代表西班牙国奥队参加2024年夏季奥林匹克运动会足球比赛，获得一枚金牌。